# We Are Undone
We Are Undone es el quinto álbum de estudio del dúo Two Gallants, lanzado el 2 de febrero de 2015. Siguiendo al álbum de 2012, The Bloom and the Blight, We Are Undone es el segundo lanzamiento de la banda en conjunto con ATO Records. Temáticamente, el álbum abarca desde canciones que intentan dar sentido al panorama social que cambia dramáticamente en su ciudad natal, hasta la ilusión de autenticidad, el colapso ambiental inevitable y el distanciamiento romántico.
El 19 de febrero, junto con el lanzamiento del álbum, la banda comenzó un tour de 20 fechas en Europa, comenzando en Dublín, Irlanda.

## Lista de canciones
1. "We Are Undone"
2. "Incidental"
3. "Fools Like Us"
4. "Invitation to the Funeral"
5. "Some Trouble"
6. "My Man Go"
7. "Katy Kruelly"
8. "Heart Breakdown"
9. "Murder the Season/The Age Nocturne"
10. "There's So Much I Don't Know"